# Ivan le Terrible
Pour les articles homonymes, voir Ivan le Terrible (homonymie).
Ivan IV Vassiliévitch (en russe : Иван IV Васильевич), dit Ivan le Terrible (en russe : Иван Грозный, Ivan Grozny), né le 25 août 1530 à Kolomenskoïe, près de Moscou, et mort le 28 mars 1584 (calendrier grégorien) à Moscou, grand-prince de Vladimir et de Moscou de 1533 à 1584, est le premier tsar de Russie de 1547 à sa mort. De tous les souverains russes, il eut le plus long règne.

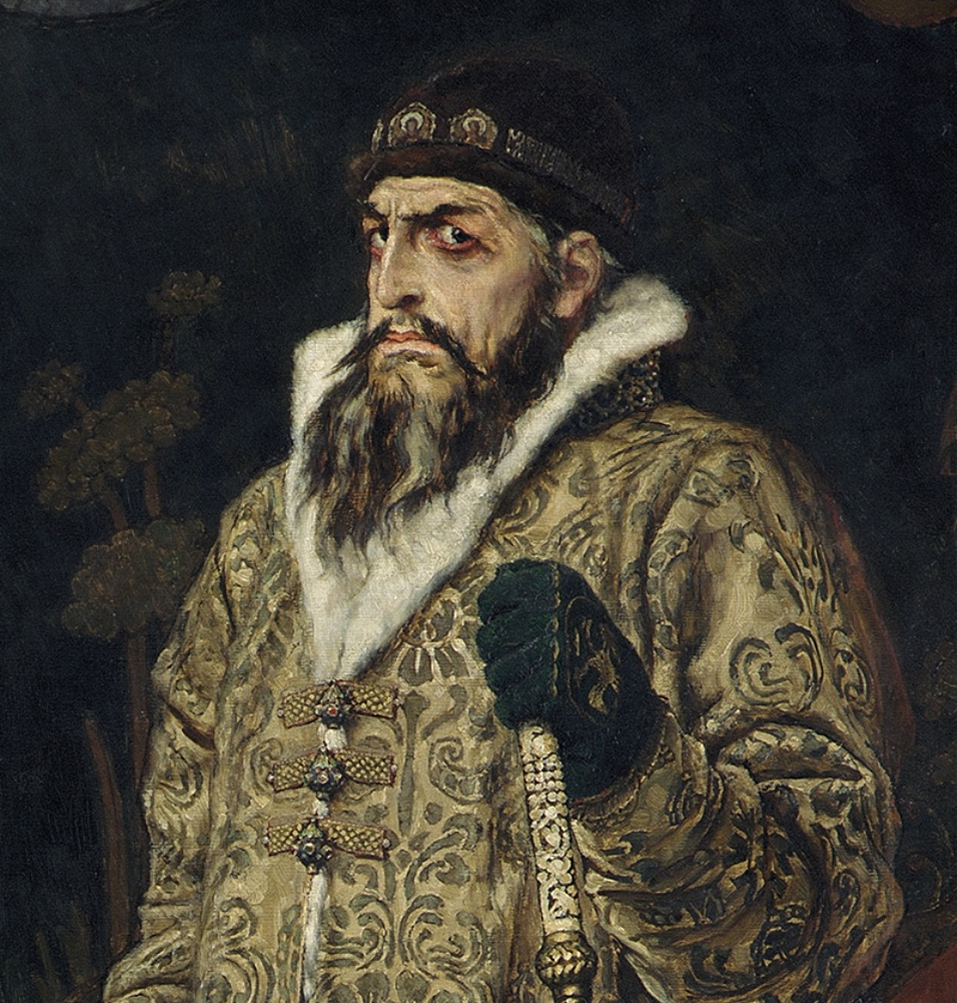
Portrait d'Ivan le Terrible par Viktor Vasnetsov, 1897 (galerie Tretiakov, Moscou).

L'un de ses objectifs est d'étendre le tsarat de Russie nouvellement fondé. Cela se traduit notamment par la prise de Kazan en 1552, suivie par la première guerre des Maris qui débouche sur une soumission des rebelles au tsar. En 1558, il déclenche la guerre de Livonie mais échoue à appuyer ses revendications en Baltique. Il entame également une lutte contre l'Empire ottoman en 1568, pour la domination du khanat d'Astrakhan qu'il annexe.
Sur le plan de la politique intérieure, il organise l'Opritchnina, un domaine royal où Ivan IV bénéficie d'un pouvoir absolu. Ainsi, il exerce une répression féroce contre les habitants de Novgorod en 1570 qui dévaste la ville.
Ivan IV est l'avant-dernier prince de la dynastie des Riourikides ; en 1598, après le règne de son fils Fédor Ier sous la régence de Boris Godounov commence le Temps des troubles, qui permet l'avènement de la dynastie des Romanov en 1613. Les Riourikides s'inscrivent comme une ancienne dynastie de l'époque qui régnait principalement sur l'État de la Moscovie et de l'État de Rus' de Kiev de 862 à 1598. 

## Biographie

### Origines familiales et naissance

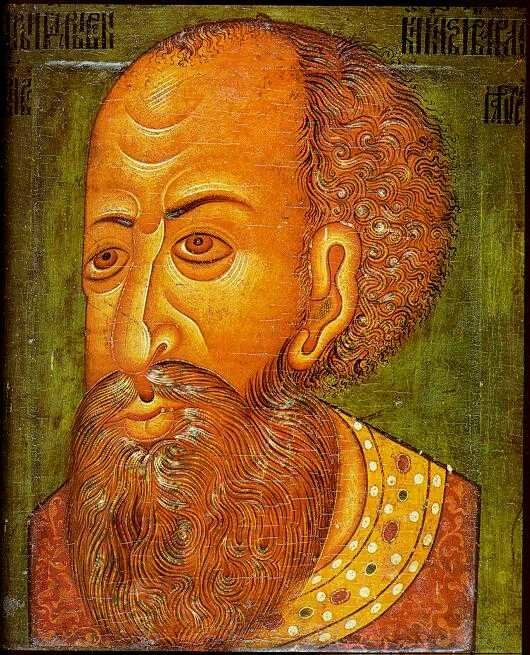
Portrait d'Ivan IV de Russie, vers 1600.

Fils tardif et héritier longtemps attendu de Vassili III (1479-1533) et de sa seconde épouse, Hélène Glinskaïa, fille de la princesse serbe Anna Jakšić (ru) (1506 ou 1507-1538), Ivan naît le 25 août 1530.
Il est baptisé le dimanche 4 septembre 1530 au monastère de la Trinité-Saint-Serge. À cette occasion, il reçoit le second prénom de Zmaragd (« émeraude »).

### Une enfance difficile durant la période de régence (1533-1547)
Vassili III meurt le 4 décembre 1533, alors qu'Ivan n'a que trois ans. Le pouvoir est exercé par un conseil de régence formé de sa mère et de vingt boyards. Héléna gouverne avec son favori, Ivan Fedorovitch Ovtchina Obolenski. Tous deux continuent la politique de Vassili de lutte contre les intrigues des boyards.
Pour assurer les droits d’Ivan, Héléna et l'entourage du grand-prince font emprisonner ses deux oncles : Iouri, rival potentiel le plus dangereux, est arrêté une semaine après la mort de Vassili III, et meurt de faim en prison le 3 août 1536 ; André, est arrêté le 2 juin 1537, ainsi que sa famille, et meurt en prison le 11 décembre.
Helena meurt le 3 avril 1538, peut-être empoisonnée. Le pouvoir se partage alors entre différentes factions de familles de boyards (Chouïski, Glinski, Bielski).
Ivan passe donc son enfance au milieu des intrigues de la cour. Il a la crainte permanente d’être assassiné. En 1572, Ivan déclarait même « on me persécute, on me chasse de mes terres. Je suis perpétuellement et partout en danger ». Dans une lettre, il raconte au prince André Kourbski comment lui et son frère Iouri ont été « élevés dans la honte et la misère, comme les enfants étrangers, comme les enfants des pauvres ou la plus petite valetaille ! » Il ajoute : « On n’avait parfois pas de vêtement propre, tout était troué, vieux et sale. […] Parfois on avait faim, très faim. […] Ah oui, depuis je connais les pauvres, je connais ça ! j’ai vu la haine. »
Ses loisirs se partagent entre la torture d’animaux, la chasse et la maltraitance des villages alentour. Il donne en outre les signes d'une personnalité très contrastée, selon la légende noire qui entoure le futur souverain : d'un côté, il apparaît comme un homme intelligent, affairé, dynamique, prenant à cœur sa responsabilité de souverain ; de l'autre, comme un déséquilibré, au psychisme fragile, sujet à de violentes sautes d'humeur et à de longues dépressions, considérant l'aristocratie comme son principal adversaire. En effet, principalement engagé dans cette haine dirigée envers les boyards, il mentionnait dès son jeune âge : « les boyards de mon père et les miens ont appris à nous trahir ». 
Autodidacte, il s’intéresse aux Saintes Écritures et se complaît dans les dévotions : à force de se prosterner devant les icônes, son front porte la trace d’une callosité (hyperkératose).
À 16 ans, il rejoint l’armée à Kolomna, au cours d'une opération contre les Tatars, il fait exécuter cinquante arquebusiers de Novgorod qui lui ont présenté une pétition au sujet des vexations qu’ils subissent.

### Premières années de règne
Il est sacré tsar à Moscou le 16 janvier 1547 à la cathédrale de la Dormition et est proclamé « Tsar de ». On prend en outre la décision de marier le souverain. Ivan décide de choisir une épouse, non à l'étranger, mais au sein de ses États. Le 3 février, il épouse Anastasia Romanovna Zakharina (en russe Анастасия Романовна Захарьина), fille d'une famille de boyards qui faisaient partie des cercles les plus proches du tsar. Il est le premier « tsar » régnant. Plus qu’un titre à ses yeux, il se croit investi d’une mission divine, même si son investiture n'est consacrée qu'en 1561 par le patriarche grec Ioasaphe II de Constantinople.
Pour lui, par le mariage d’Ivan III avec la princesse Zoé Paléologue, nièce du dernier empereur romain d’Orient mort en défendant Constantinople, le tsarat de Moscou est devenu la  « troisième Rome » (en russe : Москва—третий Рим) : devenue le plus puissant État indépendant orthodoxe, Moscou affirme avoir hérité, après la chute de Constantinople (« deuxième Rome ») en 1453, la mission de protéger les traditions de la Rome impériale (« première Rome ») et la foi orthodoxe. Cette théorie justifie à la fois le pouvoir absolu des tsars et le rôle de gardiens de la foi orthodoxe des Patriarches russes, sur le modèle byzantin dont Moscou adopte l’emblème (aigle bicéphale), le titre de « tsar » (dérivé du titre romain de « César » et dont dérive aussi le titre germanique de « Kaiser ») et les rites du couronnement.
À la suite des incendies de Moscou de 1547, qui provoquent des milliers de morts, Ivan, se croyant abandonné de Dieu, décide de convoquer des représentants de toutes les régions de la Russie. Cette assemblée a lieu en 1550 et Ivan y promet de défendre le peuple contre l’oppression et l’injustice. Mais cette assemblée lui permet aussi d’imposer son code (tsarski soudiebnik) pour remplacer celui de son grand-père Ivan III qui datait de 1497.
Les premières années de son règne sont consacrées à une modernisation de la Russie. Il place aussi aux postes clefs du pays de petites gens qui lui sont acquis, plutôt que les boyards. Il établit un code de lois en 1550, réorganise le clergé en 1551, en le soumettant à l'État, et crée le corps des streltsy, un corps d'infanterie constituant la garde personnelle du tsar. Il tient également, en 1549, la première réunion du Zemski sobor (земский собор), « assemblée de la terre » (le premier parlement russe d'État de type féodal), un conseil de nobles consulté lors des grandes décisions. Un nouveau code de lois (soudiebnik) et les diplômes royaux (oustavnie, otkoupnie gramot) élargissent la participation des représentants électifs paysans à la procédure judiciaire et la gestion locale.
La première presse à imprimer est introduite sous son règne.

### Durcissement du régime
À partir de 1560, année de la mort de sa femme Anastasia Romanovna qu'il croit avoir été empoisonnée par les boyards, le régime se durcit. Les premières lois restreignant la liberté des paysans sont prises, qui conduisent ensuite au servage. Ivan IV se lance dans un régime de terreur contre les boyards qu'il hait depuis sa jeunesse. Au début de 1565, il constitue l'opritchnina, le domaine royal, possédé personnellement par le tsar. Il est administré par sa police spéciale, les opritchniki, qui rapidement deviennent des despotes locaux, terrorisant la population et les nobles, imposant la conscription forcée pour le front livonien. Vêtus de vêtements noirs, ces derniers portent des représentations de chevaux ou encore de balais afin de signaler qu'ils allaient faire force de nettoyage parmi les membres non désirés de la population. Ce durcissement du régime ainsi que des pamphlets allemands et la correspondance littéraire échangée avec son homme de confiance, le prince André Kourbski, commandant ses troupes lors de la guerre de Livonie mais qui l'a finalement trahi, développent à cette époque la légende noire du tsar, archétype du despote tyrannique et cruel. De plus, le surnom d'Ivan le Terrible qui s'est propagé au XVIIIe siècle est une mauvaise traduction du russe « Grozny » qui signifie simplement « redoutable ». Dans la lettre au prince Kourbski, mentionnée ci-dessus, il résume sa vision de l’exercice du pouvoir : « Les tsars doivent toujours être prudents, et comment ! […] Pour leurs serviteurs, pour les bons — la compassion, la douceur et la paix, mais pour les mauvais — la cruauté et la souffrance ! Mais s’il n’en est pas capable, le roi, alors, il n’est pas roi, il est rien ! Il est la honte et honte à lui. »
À l'extérieur, Ivan IV assure l'extension de ses territoires. Les Suédois, les Polonais et les Tatars l’irritent au plus haut point et c’est contre eux qu’il va mener ses premières campagnes militaires. Il annexe les khanats de Kazan et d'Astrakhan en 1552 et 1556, ce qui met fin aux incursions dévastatrices des combattants de Kazan dans les régions du Nord-Est de la Russie, embarrasse la migration des hordes agressives nomades d'Asie en Europe et donne à la principauté un accès à la Volga.
Après deux échecs en 1547 et 1549, Ivan quitte Moscou le 16 juin 1552 à la tête, dit-on, d’une armée de 100 000 hommes. Celle-ci est composée d’éléments hétéroclites, comme les streltsy, fantassins munis d’armes à feu ou de troupes (possokha) ni aguerries ni disciplinées fournies par les villes et les campagnes et est commandée pour la première fois par des officiers nommés au mérite et non par la naissance. Le 2 octobre 1552, Kazan, capitale des Tatars, devient russe après d’âpres combats. Pour célébrer cette victoire, Ivan fait bâtir à Moscou la cathédrale de l'Intercession de la Très Sainte Mère de Dieu (Théotokos). La construction dure six ans et, selon la légende, les yeux de son architecte, Postnik Barma Yakovlev, auraient été crevés afin que celui-ci ne puisse en rebâtir une autre aussi belle ; Yakovlev a toutefois participé aux travaux du kremlin de Kazan quelques années plus tard, ce qui laisse penser qu'il n'a pas été aveuglé.
Après la prise de Kazan, son général Ermak atteint l'Oural, puis la Sibérie.
Ivan repousse les Tatars et ouvre aux Anglais la mer Blanche et le port d'Arkhangelsk. En 1558, il s'engage dans la longue guerre de Livonie, qui, après lui avoir assuré un débouché sur la mer Baltique, se termine en 1583 par une défaite contre une coalition réunissant la Pologne, la Suède, la Lituanie et les chevaliers teutoniques de Livonie.

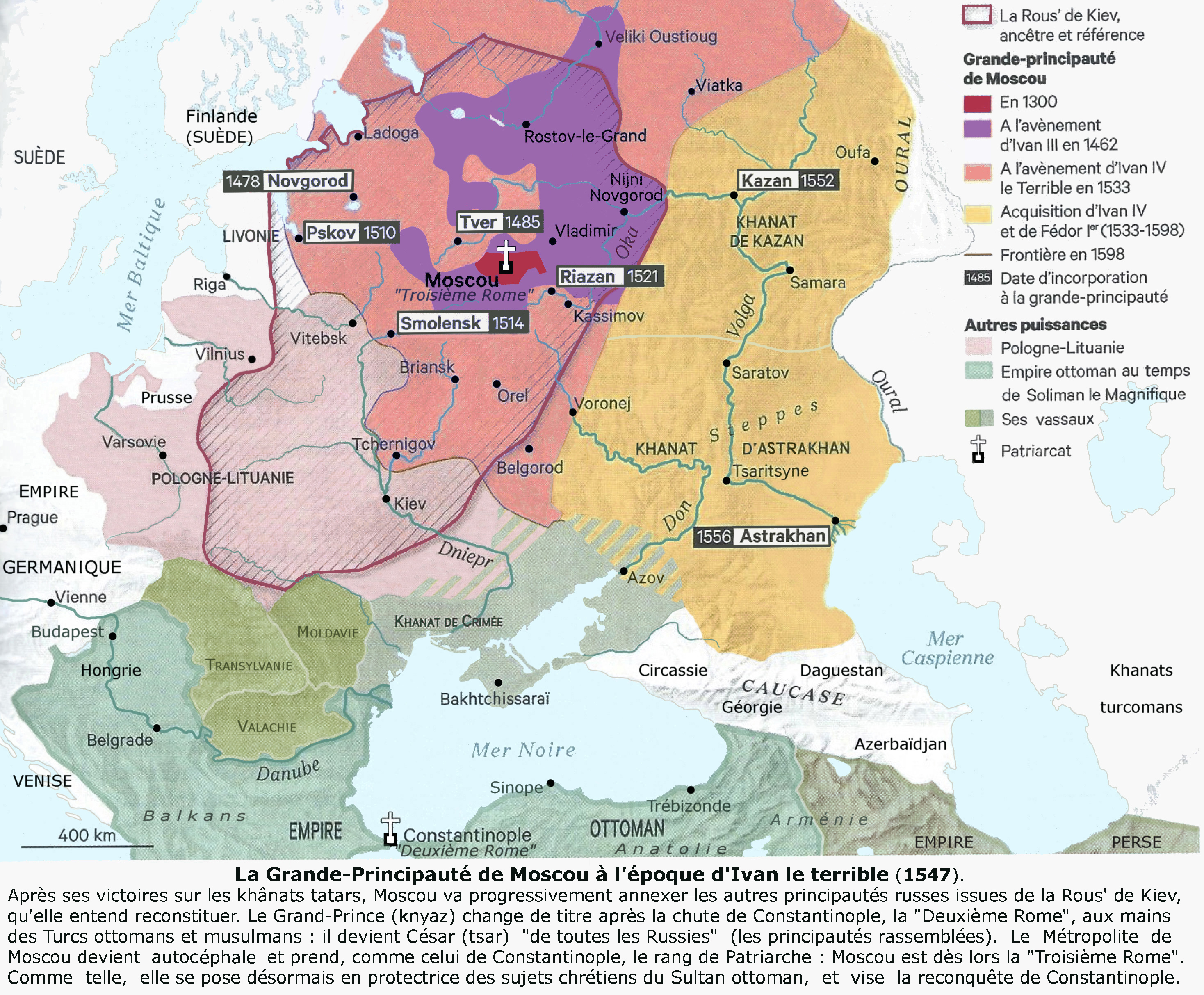
La Grande-principauté de Moscou et son expansion territoriale aux.

1567, 1568 et 1569 sont des années de mauvaise récolte et une épidémie de peste provoque une mortalité importante. À cette époque, en 1567, Ivan est mis au courant d'un supposé complot organisé par des Boyards contre sa personne. Ivan punit sévèrement les présumés conspirateurs, et dans sa fureur, il ordonne aux Oprichniki de déclencher une vaste campagne de répression. Le métropolite Philippe II de Moscou, qui dénonce ouvertement les actions du Tsar et des Oprichniki, est destitué et condamné à la prison à vie dans un Monastère,. Il sera ultérieurement assassiné, sur ordre d'Ivan le Terrible, en décembre 1569.
Le khanat de Crimée ruine constamment les terres frontalières de la Russie durant le règne d'Ivan IV (voir aussi Invasions des Tatars de Crimée en Russie). En 1571, le khan de Crimée brûle Moscou, mais l'année suivante les Tatars de Crimée sont vaincus non loin de la capitale russe, à la bataille de Molodi.
En 1570, les détachements polonais et suédois ruinent les territoires septentrionaux et occidentaux de la Russie, l'armée du roi polonais Stefan Batory supprime les garnisons et la population de quelques villes russes. La même année, les opritchniki du tsar massacrent la population de la ville de Novgorod, accusée de comploter contre son autorité.

### Fin de règne
À la fin du règne d'Ivan IV, la Russie se retrouve dévastée par une guerre de 25 ans. En 1581, Ivan le Terrible cause la mort de son fils aîné Ivan Ivanovitch (1554-1581) en le frappant mortellement de son sceptre, alors que celui-ci est intervenu pour protéger l'enfant que portait sa troisième femme Yelena Cheremetieva, agressée par le tsar. L'épisode est illustré par plusieurs tableaux.
Les circonstances de sa mort, le 18 mars 1584 (28 mars dans le calendrier grégorien), lors d'une partie d'échecs, ne sont pas élucidées à ce jour. Cependant, les travaux de rénovation de son tombeau dans la cathédrale de l'Archange-Saint-Michel à Moscou dans les années 1960, ont permis un examen de ses restes. Celui-ci a révélé la présence dans les ossements de fortes doses de mercure, laissant à penser qu'il aurait été volontairement empoisonné. Mais il était très courant, à cette époque, que les médecins prescrivent aussi du mercure en poudre à des fins médicales, comme principe actif d'onguent (notamment dans le traitement de la syphilis), ignorant alors que l'absorption régulière d'une telle substance puisse porter atteinte au système nerveux central. Une telle intoxication prolongée au mercure expliquerait ainsi, selon certains historiens et scientifiques, les crises de folie du tsar.

## Gouvernement moscovite
Envoyé en Russie en 1588 par la reine d'Angleterre Élisabeth Ire, en qualité d'ambassadeur auprès du tsar Fédor Ier, fils d'Ivan IV, Giles Fletcher l'Ancien (en) décrit le régime politique du pays : « Le gouvernement est à peu près à la turque. Les Russes semblent imiter les Turcs autant que le permettent et la nature du pays et leur capacité politique. Ce gouvernement est une tyrannie pure et simple car il subordonne toutes choses à l'intérêt du prince et, cela, de la manière la plus barbare et la plus ouverte. On pourra en juger d'après les maximes du gouvernement russe que nous expliquerons plus tard, de même que par l'abaissement de la noblesse et du peuple, qui ne peuvent faire contrepoids au pouvoir, et aussi par les impôts et exactions qui vont jusqu'à l'excès et frappent sans distinction la noblesse et le peuple. »

## Mariages et descendance
Ivan IV se maria à huit reprises :
- Anastasia Romanovna Zakharine (1530-1560), mariage le 3 février 1547 en la cathédrale de l'Annonciation. Elle lui donne six enfants :
  - Anna Ivanovna (10 août 1549 - 20 juillet 1550), princesse de Russie,
  - Maria Ivanovna (17 mars 1551 - 1551), princesse de Russie,
  - Dimitri Ivanovitch (octobre 1552 - 6 juin 1553), 1er tsarévitch,
  - Ivan Ivanovitch (28 mars 1554 - 19 novembre 1581), 2e tsarévitch (qui épousa successivement Eudoxie Sabourova, Prascovie Solova et Hélène Cheremetieva),
  - Eudoxie Ivanovna (28 février 1556 - juin 1558), princesse de Russie,
  - Fédor Ier (31 mai 1557 - 6 janvier 1598), tsar de Russie qui épouse Irina Godounova.
- Maria Temrioukovna (v. 1544 - 1er septembre 1569), fille du prince tcherkesse Temriouk, mariage le 21 août 1561, un fils :
  - Vassili Ivanovitch (1563-1563).
- Marfa Vasilevna Sobakina, mariage le 28 octobre 1571 et décès le 13 novembre de la même année,
- Anna Alexeievna Koltovskaïa (? - 1626), mariage le 29 avril 1572, annulé en 1575,
- Anna Vassiltchikova, mariage vers 1575, divorce en 1576,
- Vassilissa Melentieva, mariage en 1576, divorce prononcé en 1577 car elle est surprise en adultère avec le prince Ivan Devtelev,
- Maria Dolgoroukaïa, mariage en 1577, noyée au lendemain de ses noces parce qu'elle n'arriva pas vierge au lit impérial,
- Maria Fiodorovna Nagaïa (? - 1612 ?), mariage le 6 septembre 1580, elle lui donne un fils :
  - Dimitri Ivanovitch (18 octobre 1583 - 15 mai 1591).

À sa mort, Ivan IV laisse deux fils, Fédor Ier et Dimitri, à qui il lègue une Russie en crise (le « Temps des troubles »), à la fois économiquement, socialement et politiquement, crise qui se termine par l'accession au trône du premier des Romanov en 1613.

## Citations
- Car celui qui frappe est meilleur, et celui que l'on frappe et ligote, moins bon.
- Malheur à la maison où la femme gouverne.

Ivan IV Le Terrible.

## Dans les arts et la culture populaire

### Littérature

#### Poésie
- Mikhaïl Lermontov, Le chant du tsar Ivan Vassiljevitch, 1838

#### Roman
- Alexis Tolstoï, Ivan le terrible, biographie 1863, bibliothèque Marabout 1975[pas clair]
- Vladimir Volkoff, Les Hommes du tsar, Fallois/L’Âge d’Homme, Paris/Lausanne 1989, 397 p.  (ISBN 2-87706-023-3) Le Livre de Poche, Paris 1990.
- Jeanne Champion, Le Terrible (biographie romancée), Fayard, janvier 2005, 328 pages  (ISBN 2-213-62300-7).

### Musique

#### Opéra
- Ivan IV en 5 actes de Georges Bizet, sur un livret de François-Hippolyte Leroy et Henri Trianon (1862-1865) inachevé
- La Pskovitaine ou La Jeune Fille de Pskov (ou encore Ivan le Terrible) en 3 actes de Nicolas Rimski-Korsakov, sur un livret de Vsevolod Krestovski (1868-1872)

#### Cantate
- Ivan le Terrible de Sergueï Prokofiev, pour mezzo-soprano, chœur et orchestre. (1945)

### Iconographie

#### Peinture
- Ilia Répine peint le tableau Ivan le Terrible tue son fils entre 1883 et 1885.

### Filmographie

#### Cinéma
- 1909 : La Mort d'Ivan le Terrible, film russe réalisé par Vassili Gontcharov
- 1915 : Le Tsar Ivan le Terrible (Tsar Ivan Vasilevich Groznyy) d'Aleksandr Ivanov-Gai
- 1917 : Ivan le Terrible d'Enrico Guazzoni
- 1922 : Boris Godounov réalisé par Hans Steinhoff, joué par Alfred Abel.
- 1924 : Le Cabinet des figures de cire de Paul Leni, 2e partie, où Ivan le Terrible est incarné par Conrad Veidt
- 1942 : Ivan le Terrible de Sergueï Eisenstein, film en trois parties dont la troisième est restée inachevée. La musique du film, composée par Sergueï Prokofiev, est également une œuvre autonome adaptée par Abraham Stassevitch en 1961 qui prend la forme d'un oratorio pour orchestre, chœur, solistes et récitant
- 2009 : 
  - Tsar de Pavel Lounguine, autour du face-à-face entre Ivan et le métropolite Philippe de Moscou
  - La Nuit au musée 2, film de Shawn Levy dans lequel il est incarné par l'acteur Christopher Guest

### Sculpture
- Le 14 octobre 2016, un monument dédié à Ivan le Terrible est inauguré dans la ville d'Orel, le tsar étant présenté comme un « défenseur du pays » ayant « étendu les frontières de l'Empire », ce qui a suscité une controverse[28].

### Jeux vidéo
- Age of Empires III (2005) : Ivan le Terrible est le dirigeant joué par l'intelligence artificielle de la faction russe.

### Mémorial
- Mémorial des soldats morts lors de la prise de Kazan en 1552

### Parodie
- La saison 5 de la série de clips musicaux Epic Rap Battles of History, diffusée sur YouTube, le met en scène se battant en joute verbale contre Alexandre le Grand, Frédéric II de Prusse, Pompée le Grand et Catherine II.

### Bibliographie

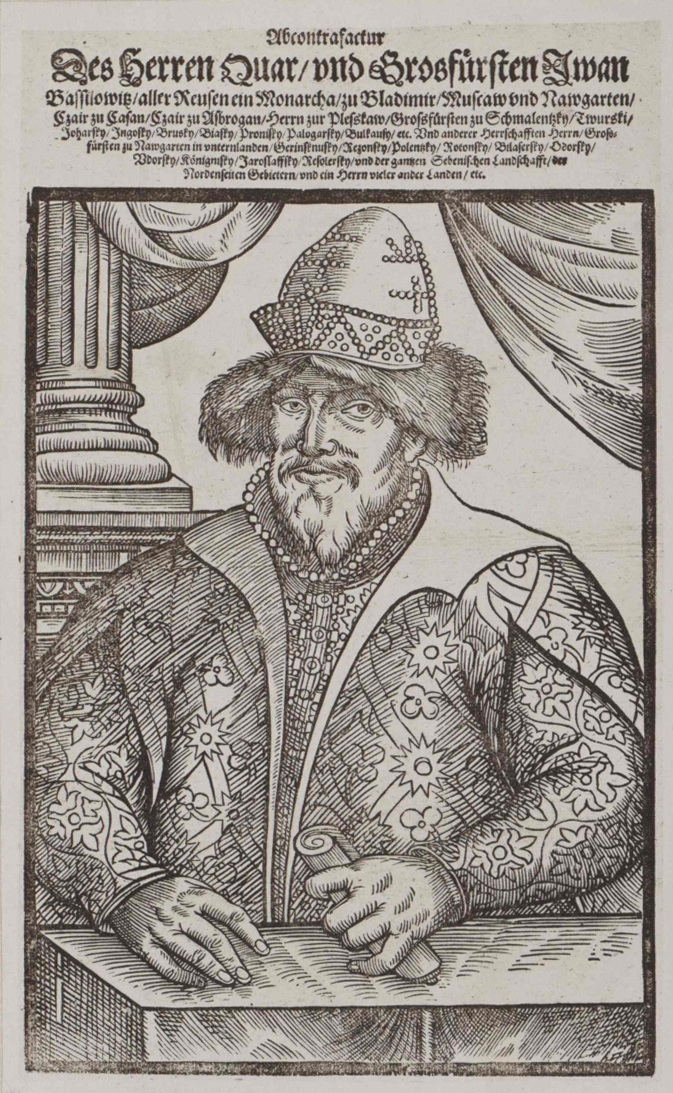
Ivan le Terrible.